# Esmaeil Ebadi
Esmaeil Ebadi (en persa: اسماعیل عبادی‎; 11 de agosto de 1976) es un deportista iraní que compitió en tiro con arco, en la modalidad de arco compuesto. Ganó una medalla de oro en el Campeonato Mundial de Tiro con Arco al Aire Libre de 2015, en la prueba por equipo.

## Palmarés internacional
| Campeonato Mundial al Aire Libre | Campeonato Mundial al Aire Libre | Campeonato Mundial al Aire Libre | Campeonato Mundial al Aire Libre |
| Año                              | Lugar                            | Medalla                          | Prueba                           |
| -------------------------------- | -------------------------------- | -------------------------------- | -------------------------------- |
| 2015                             | Copenhague (Dinamarca)           | Medalla de oro                   | Equipo                           |